# Louise McIlroy

Louise McIlroy, M.D., D.Sc.

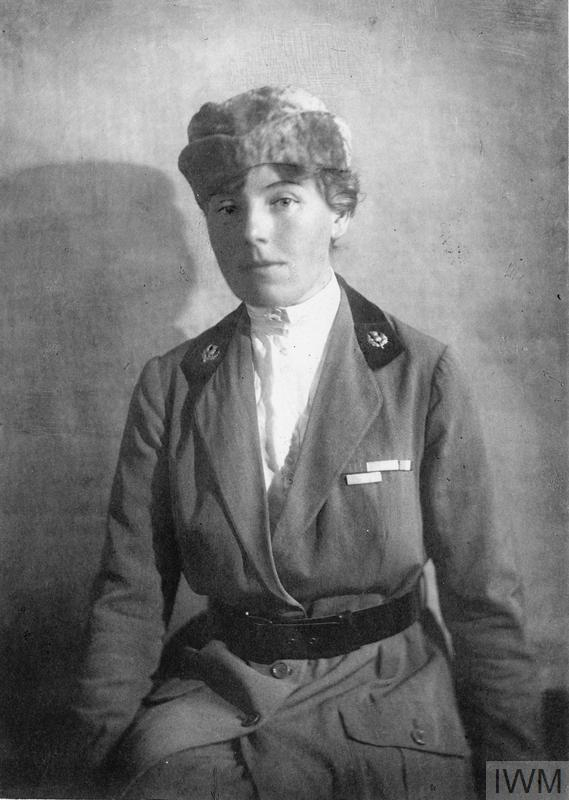
Dr. Louise McIlroy von den Scottish Women’s Hospitals, die während des Ersten Weltkriegs Chief Medical Officer in Troyes und Saloniki war

Anne Louise McIlroy, DBE (* 11. November 1874 in County Antrim, Irland; † 8. Februar 1968 in Ayrshire, Schottland) war eine schottische Ärztin und Gynäkologin. Sie war die erste Frau, die in Medizin promovierte, und die erste weibliche Medizinprofessorin im Vereinigten Königreich.

## Leben und Werk
McIlroy war eine von vier Töchtern des Allgemeinmediziners James McIlroy. 1894 immatrikulierte sie sich an der University of Glasgow und wurde eine der ersten weiblichen Medizinstudenten an der Universität. Sie  erhielt 1898 ihren MB ChB und promovierte 1900 mit Belobigung. Ihre postgraduale Arbeit führte sie nach Dublin, wo sie 1901 ein Lizenziat als Hebamme in Irland erhielt, nach London, Wien und Berlin. 1910 erwarb sie den DSC an der University of Glasgow.
McIlroy wurde 1900 als Hausärztin an das Samaritan Hospital For Women in Glasgow berufen, und 1906 war sie die Nachfolgerin von Elizabeth Pace als Gynäkologin im Glasgow Victoria Infirmary. 1911 wurde sie zur ersten Assistentin des Muirhead-Professors für Geburtshilfe und Gynäkologie in Glasgow, John Martin Munro Kerr, ernannt.
Bei Ausbruch des Ersten Weltkriegs boten sie und andere Medizinerinnen vergeblich ihre Dienste der Regierung an. Sie war dann Mitgründerin des Scottish Women’s Hospital for Foreign Service. Sie kommandierte die Girton- und Newnham-Einheit des Krankenhauses Domaine de Chanteloup, Sainte-Savine, in der Nähe von Troyes in Frankreich, bevor sie nach Serbien und drei Jahre später nach Saloniki entsandt wurde.

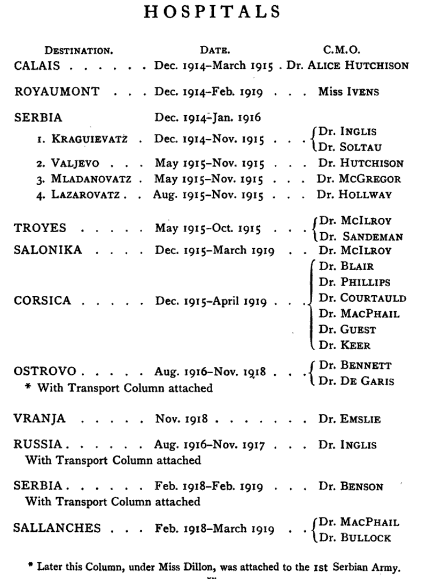
Ziele des Scottish Women’s Hospital, Einsatztermine und Chief Medical Officers

Während ihrer Zeit in Saloniki baute sie eine Krankenpflegeschule für serbische Mädchen auf und leitete den Aufbau des einzigen orthopädischen Zentrums der Ostarmee. Sie beendete ihren Kriegsdienst als Chirurgin in einem Krankenhaus des Royal Army Medical Corps in Konstantinopel. Nach ihrer Rückkehr nach Großbritannien veröffentlichte sie 1924 ein Buch, das ihre Kriegserfahrungen beschrieb: From a Balcony on the Bosphorus.
1921 wurde sie als Fachärztin für Geburtshilfe und Gynäkologie an das Royal Free Hospital in London berufen. Sie war die erste weibliche Professorin für Geburtshilfe und Gynäkologie an der London School of Medicine for Women und die erste Frau, die in Großbritannien zur Medizinprofessorin ernannt wurde. Während dieser Zeit arbeitete sie auch als Chirurgin am Marie-Curie-Krankenhaus für Frauen.

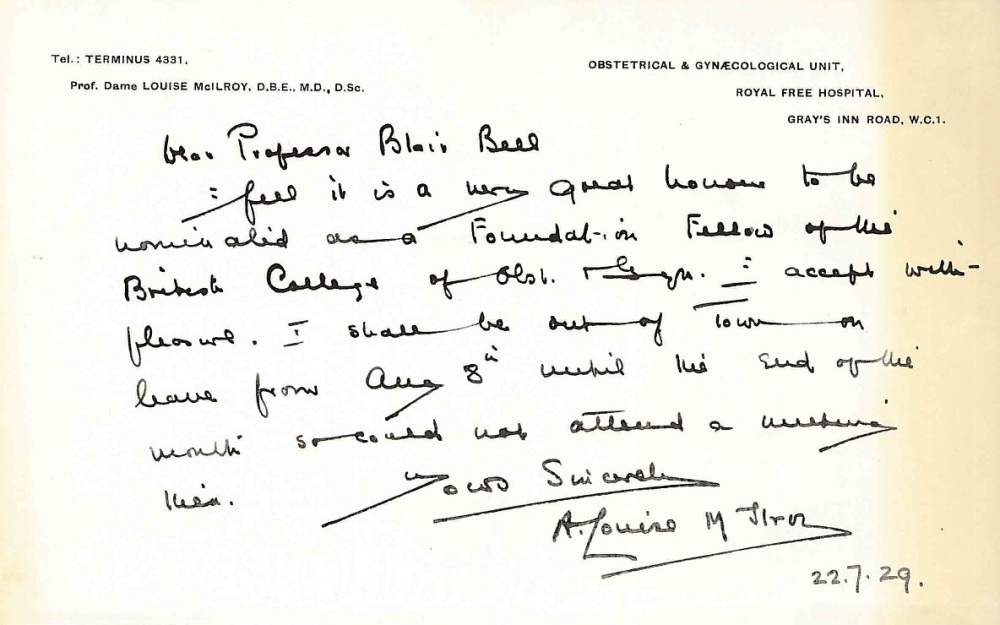
Louise McIlroys Brief zur Annahme ihres Stipendiums am British College of Obstetricians and Gynecologists, 1929

1934 ging sie vorzeitig in den Ruhestand, praktizierte aber weiterhin in London und war als Beraterin der Bermondsey Medical Mission und des Thorpe Coombe Maternity Hospital tätig. Während des Zweiten Weltkriegs war sie bei der Organisation des Notfall-Entbindungsdienstes als Beraterin für den Mutterschaftsdienst beim Buckinghamshire County Council und als beratende Gynäkologin des Women’s Royal Naval Service für die Frauen von Offizieren tätig.
Nach dem Zweiten Weltkrieg verließ sie London, um bei ihrer Schwester, der Augenärztin Janie McIlroy, in Turnberry in Ayrshire zu leben. Sie starb im Alter von 93 Jahren.

## Auszeichnungen und Ehrungen
- St.-Sava-Orden
- 1916: Croix de Guerre
- 1920: Order of the British Empire, CBE
- 1929: Dame Commander of the Order of the British Empire, DBE
- 1931: Ehrendoktorwürde DSc, Belfast
- 1932: Mitglied des Royal College of Physicians
- 1934: DSc, University of London
- 1935: LLD, Glasgow University
- 1937: Fellow des Royal College of Physicians
- Fellow des Royal College of Obstetricians and Gynecologists
- Ehrenmitglied der Liverpool Medical Institution
- Im Royal Free Hospital wurde ihrer gedacht, indem eine gynäkologische Station nach ihr benannt wurde.

## Mitgliedschaften
- Präsidentin der Sektion für Geburtshilfe und Gynäkologie der Royal Society of Medicine
- Präsidentin der Medico-Legal Society of London.
- 1922, 1930 und 1932: Vizepräsidentin der Sektion für Geburtshilfe und Gynäkologie der British Medical Association (BMA)
- 1938 bis 1943: Mitglied des BMA Council

## Veröffentlichungen (Auswahl)
- Im Laufe ihrer Karriere schrieb McIlroy viele Artikel in Zeitschriften wie The Lancet, dem British Medical Journal und The Practitioner und hielt Vorträge auf Konferenzen. Ihr besonderes Interesse galt der Präeklampsie, der Schmerzlinderung während der Geburt, dem Umgang mit Asphyxie bei Neugeborenen und sozialen Problemen. Sie war Autorin und Co-Autorin mehrerer Bücher.
- 1924: From a Balcony on the Bosphorus
- 1934: mit Katharine G. Lloyd-Williams: Anaesthesia and analgesia in labour.
- 1936: The Toxaemias of Pregnancy